# Edgar Schiedermeier
Edgar Josef Schiedermeier (ur. 8 listopada 1936 w Monachium) – niemiecki polityk i działacz związkowy, poseł do Parlamentu Europejskiego III i IV kadencji.

## Życiorys
Z wykształcenia administratywista. Był etatowym działaczem związkowym, m.in. członkiem władz bawarskiego oddziału Federacji Niemieckich Związków Zawodowych. Kierował również katolickim ruchem robotniczym KAB w Bawarii, pełnił funkcję wiceprzewodniczącego Arbeitnehmer-Union (CSA).
Długoletni działacz Unii Chrześcijańsko-Społecznej w Bawarii. Był radnym miejskim w Cham, od 1976 do 2008 wchodził w skład rady powiatu Cham. W latach 1993–1999 sprawował mandat eurodeputowanego, zasiadając we frakcji Europejskiej Partii Ludowej.